# 灵济宫 (北京)
洪恩灵济宫是中国北京市西城区灵境胡同的一座道观，现已无存。

## 简介
《帝京景物略》载，明朝永乐十五年（1417年），有个叫曾辰孙的道士，善于扶鸾，皇帝朱棣患病，请他扶乩问神，曾辰孙请神下降，书写药方，朱棣用药后不日病愈。皇帝十分感激，在曾辰孙的请求下，乃下令为下降的两位神仙徐知证、徐知谔建宫祭祀，分别封徐知证为九天金阙明道达德大仙、护国庇民洪恩真君、徐知谔为九天玉阙宣化扶教上仙、辅国佑民洪恩真君，赐宫名为“灵济宫”。灵济宫参照福建闽侯鳌峰的祖祠，朱棣亲制碑文《御制洪恩灵济宫碑》。
灵济宫为皇家敕建，占地很广，规模庞大，名列明代京师九庙之一。每逢初一、十五、立冬、夏至等节令，皇家会派大臣前往灵济宫烧香祈祷，祭祀真人。有时，大臣患病，也设法来此祭祀，以求真人保佑其康复。明朝凡重大朝会，文武百官先来灵济宫聚集，习仪演练。不少明朝文人均留有歌颂灵济宫的诗文。有诗云：“晚来骑马过仙坛，宝笈灵文试一看。月度三花瑶殿静，风吹独鹤玉阶寒。”还有诗云：“地可招松鹤，仙源此处通。”
灵济宫的道士经常举行讲学活动，主持讲学者有时为大学士，有时为吏部尚书，有时为兵部侍郎，听讲者为一些高官。每次讲学的参加者达千人，且听过几次讲学之后，多有借机攀附高官者。
崇祯十五年（1642年），一位大臣向崇祯帝上奏章，称灵济宫供奉的两位真人为叛臣之子，不宜受朝臣跪拜，请示以帐幕将两位真人的塑像盖起来，并且停止祭祀活动。崇祯帝认可该奏本。自此，灵济宫便衰落了。